# 블록 다이어그램

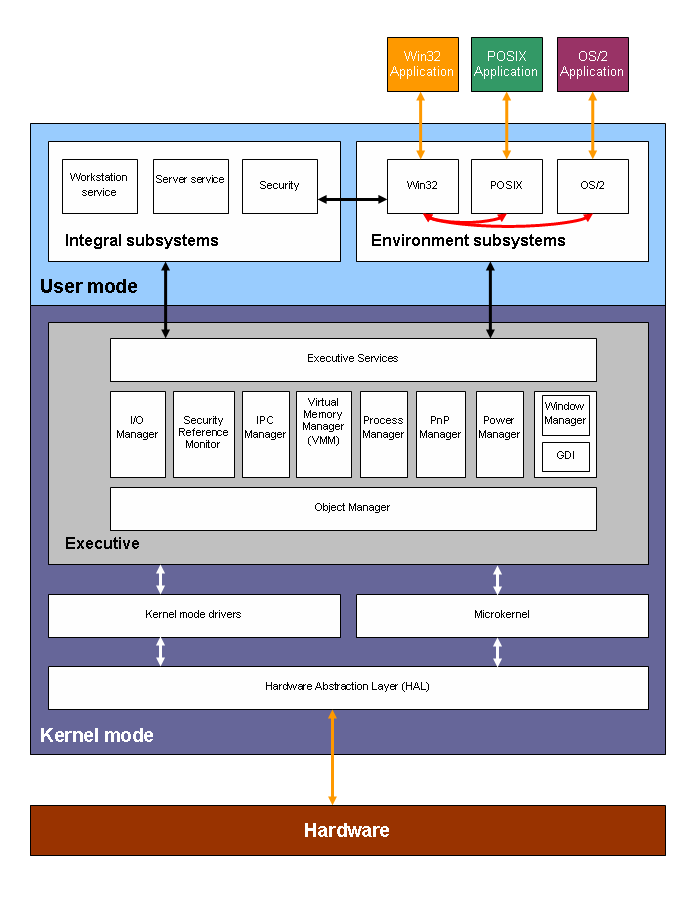
블록 다이어그램의 예시(전산에서 쓰이는 경우) 윈도우 2000 OS 구조

블록 다이어그램(영어: block diagram)은 수치 혹은 물리적인 자료와 그 흐름을 보다 명료하게 이해하기 위해 매 과정(Process)을 체계적으로 구역을 나눈 후, 이를 그림(블록・선・화살표)으로 나타낸 것을 뜻한다. 크게 공학 및 전산 부분에서 쓰이는 블록 다이어그램과 지구과학/지질 분야에서 쓰이는 블록 다이어그램으로 나뉜다.

## 공학/전산 등에서 쓰이는 블록 다이어그램

#### 요약
데이터 혹은 물리학적인 정보의 흐름과 관련한 자료 분석을 시작할 때, 자료의 처리 과정을 단계적으로 체계화하여 하나의 그림으로 나타낸 것을 뜻한다. 이때 각 자료 및 단계는 블록으로 처리가 되며, 그 자료와 단계의 흐름은 선으로 표현되어 각각의 자료와 단계를 잇는 형식으로 구성된다.. 다른 말로 '블록 차트' 또는 '플로우 차트' 라고도 한다. 보통 하나의 단계가 블록으로 표시되므로 이런 이름을 가지게 되었으며 공학계열 전범위에서 널리 사용되고 있다. 블록 다이어그램의 용도와 의미는 데이터의 종류 및 흐름에 따라 천차만별로 나뉘게 되는데, 보통 기계, 건설 등 순수 하드웨어적인 공학 분야와 전자, 전산 등의 소프트웨어적인 공학 분야에서 그 차이가 두드러지게 나타난다. 최근에는 그 적용 범위가 늘어나는 추세이다.

#### 쓰임

###### 기계/건축 등 하드웨어적인 분야

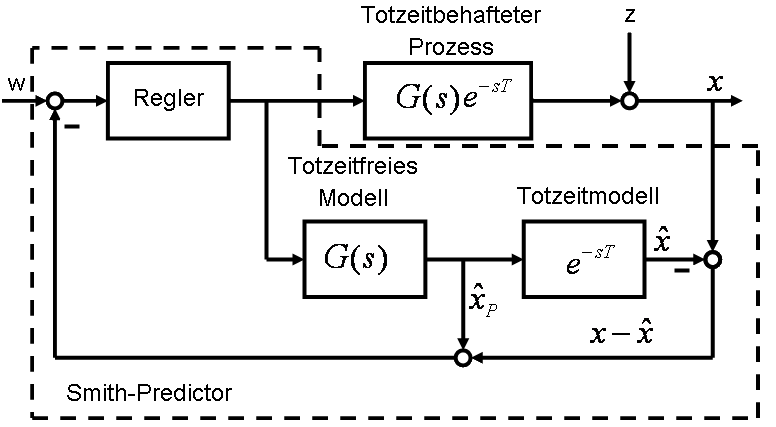
블록다이어그램의 예시(시스템 블록 다이어그램)

보통 시스템 구조 및 동작을 제어하고 분석하는데 많이 쓰인다. 각 장치, 예를 들면 자동차에서는 모터 및 기어 등이 블록이 되고 아파트에서는 각 층과 기둥 및 구조물들이 블록이 되는 것이다. 이때 장치 사이에 적용되는 물리적인 관계식들이 블록을 잇는 선이 된다. 이러한 블록들은 결국 입력에서 출력까지 이어지게 되는데 이를 통해 시스템의 구조를 간단하게 정리할 수 있다..즉 블록 다이어그램을 사용하면 복잡한 물리적인 인과관계들이 어떻게 전달되는지 쉽게 파악할 수 있다. 동시에 이를 제어하려면 어떤 요소를 조정해야 하는지까지도 쉽게 찾을 수 있으므로 간단한 숙제문제에서부터 권위있는 연구 논문까지 광범위하게 쓰이는 시스템 표현 방법 중 하나이다.

###### 전자/전산 등 분야

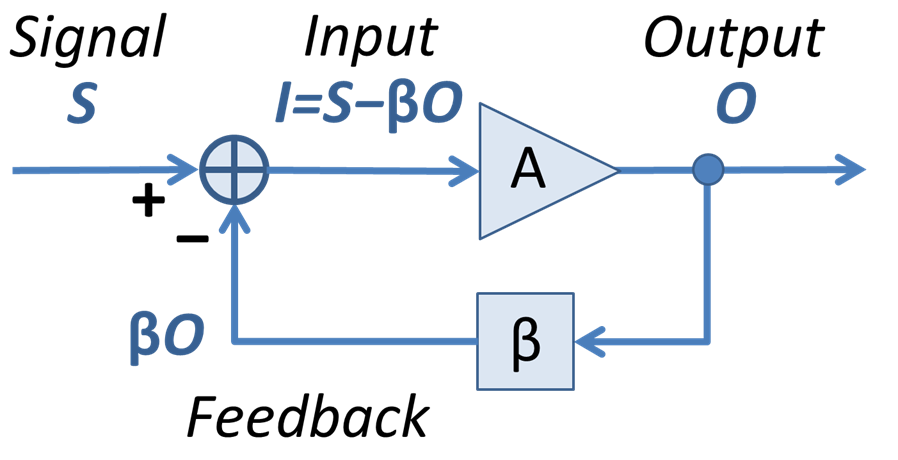
블록다이어그램의 예시(전자 회로 블록 다이어그램)

주로 데이터의 흐름 및 구조를 분석하고 개선하는데 많이 쓰이는 방식이다. 회로에서 예를 들자면 부하와 저항이 블록이 되겠고, 프로그래밍에서 예를 든다면 정보에 해당하는 부분, 즉 각각의 변수와 데이터의 변환 후 새로 생성된 정보 등이 모두 블록이라고 할 수 있겠다. 이때 정보의 연산 및 분석, 입출력 과정이 모두 블록을 잇는 선이 될 수 있다. 다른 분야의 블록 다이어그램과 마찬가지로 입력에서부터 출력까지의 전 과정이 이어지게 되므로 전체적인 프로그램이나 회로의 구조를 간단하게 정리하는 방법으로 널리 쓰이고 있다.
이때 데이터의 흐름이 광범위한 경우, 블록 다이어그램의 크기 또한 매우 커진다. 소프트웨어적인 측면에서 자료의 흐름은 무한한 길이를 가질 수도 있으므로, 가끔씩 매우 자세하고도 방대한 블록 다이어그램이 생성되는 경우도 있다. 이때 마지막 블록까지 그 데이터의 중요도와 특성은 블록의 기하학 적인 모양을 통해 구별될 수 있는 것이다. 즉 이 블록 다이어그램에서 각자의 블록과 선은 그들의 고유한 독자적인 정보를 가지게 된다.

###### 생물 및 기타 자연과학 분야(지학 제외)
화학, 생물 분야에서는 각 작용과(예: 증산작용, 등) 합성 과정을 나타내는데도 점차 쓰이기 시작했다. 특히 생물 분야에서는 각 작용과 합성의 단계가 중요한 의미를 가지므로 블록다이어그램이 적합하게 쓰일 수 있다. 따라서 생물 분야의 시스템과 그 작용 들을 나타낸 도표는 블록다이어그램과 유사한 형태를 가지게 된다.

## 지학/지리 등에서 쓰이는 블록 다이어그램
이 경우 블록 다이어그램은 위에 블록 다이어그램과 상당히 다른 모습을 보인다.(외부 링크 : 사진을 보려면 클릭하시오)

#### 정의
지표의 높고 낮음을 평면이 아닌 입체로 나타내어 평면도에 표시한 지도.

#### 쓰임
보통의 지형도가 평면도에서 표시되므로 생기는 한계점을 보완하기 위해 고안한 도식이다. 지표의 높고 낮음을 평면이 아닌 입체적으로 나타낸 모형도를 뜻한다. 이는 지각의 입체적인 형태와 지표의 모습, 그리고 지질구조의 대비와 지형의 발달 과정을 한꺼번에 나타낼 수 있다는 장점이 있다. 따라서 과학 교과서 혹은 지형 분석도에서 널리 쓰이는 표현 방법 중 하나이다. 도심과 주변 산맥, 그리고 그 지층의 단면 혹은 화산활동 지형 등 지표와 지질 구조에 대한 정보가 동시에 필요한 경우 많이 쓰이는 방식이다. 이때 지표면을 표기하는 방식에 따라 육안스케치로 간단히 그린 지형도와 등고선 혹은 기호가 존재하는 기존의 지형도를 변형시킨 지형도로 나뉜다. 후자의 경우 경우 그 지표를 간단히 하고 지질 구조에 치중하여 그린 지형도와, 지표를 입체적으로 나타내어 실제와 최대한 비슷하게 그린 지형도로 또 나뉘어 분류된다.

## 기타

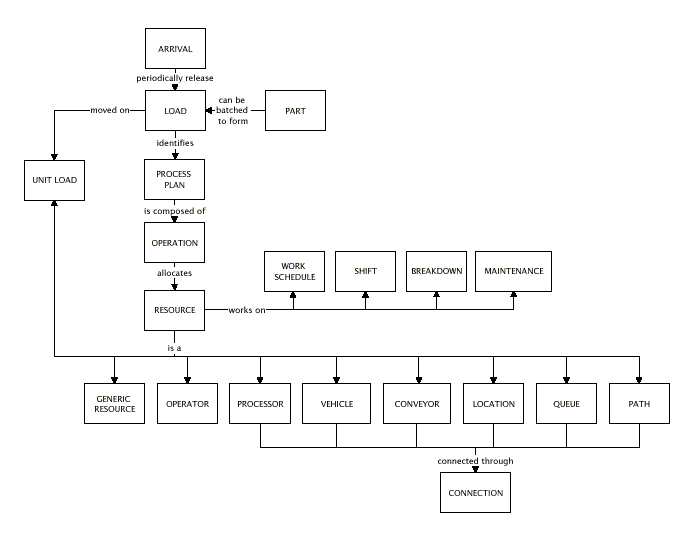
블록다이어그램의 예시 (기타) 생산 공정 업무의 흐름

위의 공학/전산 부분에서 쓰이는 도표로서의 블록 다이어그램의 경우, 정보의 구분과 흐름을 모두 파악할 수 있다는 장점에 의해 공학이 아닌 사회의 전반적인 분야에서 널리 쓰인다. 특히 조직의 경영 부분에서 그 효과가 나타나는 것을 알 수 있다. 각종 정보를 도표화하여 업무 전체를 개괄적으로 파악하는 데 사용됨으로써 자주 쓰이곤 한다. 따라서 이를 응용하여 조직 계통도 및 업무 흐름도 등을 작성하는데 많이 쓰인다.

## 같이 보기
- 블랙박스